# Rozhledna Vladimíra Menšíka
Rozhledna Vladimíra Menšíka se nachází severně od obce Hlína v okrese Brno-venkov v Jihomoravském kraji na kótě 447,5 m n. m. Dřevěná rozhledna výšky 22 m je postavena na masivním železobetonovém základu.

## Přístup
Rozhledna leží u silnice II/395 z obce Hlína do Neslovic. V blízkosti prochází cyklostezka 5171. Při stoupání na vyhlídku jsou mezaniny zaplněny výstavkami popisující kulturní činnost obce a zajímavé informace ze života Vladimíra Menšíka.

## Výhled
Na vyhlídkové plošině jsou instalovány informační tabule v počtu 4 ks s ilustračními obrázky a popisem vyhlídky. Je možné spatřit Pavlovské vrchy, jadernou elektrárnu Dukovany a při dobré viditelnosti pohoří Totes Gebirge a Schneeberg v Alpách.